# Sogatella capensis
Sogatella capensis är en insektsart som först beskrevs av Frederick Arthur Godfrey Muir 1929.  Sogatella capensis ingår i släktet Sogatella och familjen sporrstritar. Inga underarter finns listade i Catalogue of Life.